# Diary
Diary is een nummer van de Amerikaanse R&B/Soulzangeres Alicia Keys, in samenwerking met de soul-groep Tony! Toni! Toné! voor Keys' album The Diary of Alicia Keys uit 2003. Het werd ook genomineerd voor Beste R&B Nummer van een Duo of Zanggroep.

## Het telefoonnummer
In de songtekst van het lied, wordt een telefoonnummer genoemd, 489-4608, en dat was Keys' voormalige telefoonnummer, zonder de regiocode, toen ze nog in New York woonde. Bellers die de goede regiocode (347) hadden gebruikt, zouden een voicemailbericht van Keys zelf hebben gehoord. Maar, veel fans belden dat nummer met een andere regiocode, en in combinatie met een van die codes was het het telefoonnummer van J.D. Turner, iemand die in Statesboro in de staat Georgia woonde. Hij zegt dat hij twintig telefoontjes per dag kreeg, die in het totaal $ 95,- (zo'n € 73,-) kostten, tot dit verhaal in de media kwam. Turner heeft zijn nummer nog steeds niet veranderd, aangezien hij het nummer al 14 jaar heeft. Op het album Unplugged staat Diary ook, maar daar is de zin met het telefoonnummer vervangen door "Just call my number, baby, baby", dat betekent: "Bel gewoon mijn nummer, liefste, liefste".

## Speellijsten
Promotiesingle voor de VS
1. "Diary" (radioversie) – 4:28
2. "Diary" (instrumentaal) – 4:45
3. "Diary" (Call Out Hook) – 0:10
4. "Diary" (radioversie) (MP3-formaat) – 4:28

12" promotiesingle
1. "Diary" (radioversie)
2. "Diary" (instrumentaal)
3. "Diary" (albumversie)
4. "Diary" (a capella)
5. "Diary" (Hani Extended Club Mix)
6. "Diary" (Hani Mixshow)
7. "Diary" (Hani Dub)

## Hitnotering
| "Diary" in de Nederlandse Top 40 - binnen 30 april 2005 | "Diary" in de Nederlandse Top 40 - binnen 30 april 2005 | "Diary" in de Nederlandse Top 40 - binnen 30 april 2005 | "Diary" in de Nederlandse Top 40 - binnen 30 april 2005 |
| Week                                                    | 1                                                       | 2                                                       |                                                         |
| ------------------------------------------------------- | ------------------------------------------------------- | ------------------------------------------------------- | ------------------------------------------------------- |
| Nummer                                                  | 40                                                      | 38                                                      | uit                                                     |